# Mistrzostwa Świata w Saneczkarstwie 1987
Mistrzostwa Świata w Saneczkarstwie 1987 – 23. edycja mistrzostw świata w saneczkarstwie, rozegrana w 1987 roku w austriackim Innsbrucku. W tym mieście mistrzostwa odbyły się już drugi raz (wcześniej w 1977). Rozegrane zostały trzy konkurencje: jedynki kobiet, jedynki mężczyzn oraz dwójki mężczyzn. W tabeli medalowej najlepsza była Niemiecka Republika Demokratyczna.
Podczas tych mistrzostw Jörg Hoffmann i Jochen Pietzsch zdobyli złoty medal trzeci raz z rzędu, dokonując tego jako pierwsi saneczkarze w historii.

## Wyniki

### Jedynki kobiet
| Medal | Zawodniczka       | Państwo | Czas | Strata |
| ----- | ----------------- | ------- | ---- | ------ |
|       | Cerstin Schmidt   | NRD     |      |        |
|       | Gabriele Kohlisch | NRD     |      |        |
|       | Ute Oberhoffner   | NRD     |      |        |

### Jedynki mężczyzn
| Medal | Zawodnik         | Państwo | Czas | Strata |
| ----- | ---------------- | ------- | ---- | ------ |
|       | Markus Prock     | Austria |      |        |
|       | Jens Müller      | NRD     |      |        |
|       | Siergiej Danilin | ZSRR    |      |        |

Prock zdobył pierwszy medal dla Austrii od 1978.

### Dwójki mężczyzn
| Medal | Zawodnicy                         | Państwo | Czas | Strata |
| ----- | --------------------------------- | ------- | ---- | ------ |
|       | Jörg Hoffmann/Jochen Pietzsch     | NRD     |      |        |
|       | Stefan Ilsanker/Georg Hackl       | RFN     |      |        |
|       | Thomas Schwab/Wolfgang Staudinger | RFN     |      |        |

## Klasyfikacja medalowa
| Miejsce | Państwo | złoto | srebro | brąz | Razem |
| ------- | ------- | ----- | ------ | ---- | ----- |
| 1.      | NRD     | 2     | 2      | 1    | 5     |
| 2.      | Austria | 1     | 0      | 0    | 1     |
| 3.      | RFN     | 0     | 1      | 1    | 2     |
| 4.      | ZSRR    | 0     | 0      | 1    | 1     |